# Karim Lancina Konaté
Lassina Abdoul Karim Konaté (né le 20 mars 1987 à Niamey au Niger), plus couramment appelé Karim Lancina,  est un footballeur international nigérien.

## Biographie
Il commence sa carrière au Sahel Sporting Club en 1999, et y reviendra à une reprise en 2005-2007. Entre-temps, il passe sept saisons au Coton Sport Garoua (2003-2013), entrecoupées d'un prêt à Al Ittihad Tripoli en 2008-2009. Il quitte le Cameroun en mars 2013 pour le Lokomotiv Sofia, mais n'est pas conservé. Après deux semaines d'essai, il signe au FC Metz en août 2013 pour un an plus un en option.
Depuis 2006, il joue avec l'équipe du Niger de football et a fait notamment partie de la liste des appelés pour la  Coupe d'Afrique des nations 2012.